# Мор Йокаї
Мор Йокаї (угор. Jókai Mór; 18 лютого 1825, Комаром — 5 травня 1904, Будапешт) — угорський прозаїк, поет, драматург, публіцист, мемуарист, театральний критик, видавець, редактор, громадський та політичний діяч. Найбільш впливова постать угорської літератури XIX століття. Відомий завдяки своїм творам: «Безіменний замок» (угор. A névtelen vár) (1877), «Угорський набоб» (угор. Egy magyar Nábob) (1853), «Золота людина» (угор. Az arany ember) (1872).

## Біографія
Народився в місті Комаром (Угорщина) в родині дворянина, адвоката за фахом. Навчався в ліцеї міста Папа, студіював право в місті Кечкемет. Переїхав 1845 року до Будапешта, став журналістом, приєднався до гуртка революційної молоді, який очолював його друг, угорський поет Шандор Петефі. Ліберал за переконанням, Йокаї став згодом покладати надії на мирне врегулювання угорської проблеми шляхом реформ «згори». Від 1861 року — депутат угорського парламенту на боці опозиції. Похований у Будапешті.

## Творчість
Автор понад 100 романів, оповідань, збірок поезій. Найвідоміші романи Йокаї присвячені різним періодам угорської історії: «Золотий вік Трансільванії» (угор. Erdély aranykora) (1852), «Турки в Угорщині» (1853), «Угорський набоб» (угор. Egy magyar Nábob) (1853), «Золтан Карпаті» (угор. Kárpáthy Zoltán) (1854), «Сини людини з кам'яним серцем» (угор. A kőszívű ember fiai) (1869) та ін. Значну частину творчого доробку Йокаї складають так звані російські твори, присвячені приховуваним царатом сторінкам таємної історії Російської імперії: романи «Свобода під снігом» (1879, про декабристів та Пушкіна), «Афанасія» (про бунт і втечу з Камчатки в Європу М. Беньовського), повісті «Стережися красеня» (про княжну Тараканову), «Державниця» (про імператрицю Катерину II), «Відчайдушний сміливець» (про Омеляна Пугачова), збірка оповідань «З країни Півночі». Науково-фантастичний «Роман майбутнього століття» (1872) пророкує небачений у світі кривавий терор, спричинений революційною діяльністю російських нігілістів.
Новела «Саффі» послужила сюжетом відомої оперети «Циганський барон» австрійського композитора Йоганна Штрауса-сина, написаної в 1885 році.

### Українська тематика
Українській тематиці присвячені оповідання Йокаї «Скільки будинків — стільки звичаїв. Українські кріпаки», «Амірані» (про подорож імператриці Катерини II Україною), «Кошовий отаман», «Раб Єдикуля» (про Юрія Хмельницького) та ін. Незліченні згадки Йокаї про різні аспекти життя України, її історичнихх діячів (зокрема — про гетьмана Івана Мазепу), гайдамаків, запорожців, приєднання та природу Криму («Ахтіарський в'язень»), життя українського купецтва («Премудрий Соломон у російському виданні»), географію України, її розлогі степи та чарівний Київ («Свобода під снігом») та ін. Багато творів Йокаї екранізовано та перекладено 32 мовами світу.
Дія роману «Пригоди авантюриста 17 століття» (в перекладах також «Пригоди Гуго Габеніхта») частково відбувається в Україні (зустріч з кримськими татарами, життя у гайдамаків, облога Монастиря Босих Кармелітів у Бердичеві та ін.).
Закарпаття та закарпатці згадуються у романі Йокаї Мора «Сини Ракоці» 1891 рік. Події біля Довгого і Мукачева.

### Переклади українською мовою
Українською мовою їх перекладали О. Баран, Іван Глинський, К. Бібіков, Володимир Гнатюк, Анатолій Кралицький, П. Кумановський, Олександр Маркуш, Іван Чендей, Андрій Ворон та ін. Найвідоміші видання: «Жовта троянда» (1958); «20 000 років під кригою» (1959); «Сини людини з кам'яним серцем» (угор. A kőszívű ember fiai) (1959, 1988); «Походеньки видатного авантюриста Ярослава Тергузка» (2017).

## Екранізації
- 1970 — Угорський набоб
- 1971 — Доля Золтана Карпаті
- 1980 — Золота доба Трансильванії
- 1985 — Саффі (мультфільм)
- 1985 — Безіменний замок

## Вшанування пам'яті
На честь Мора Йокаї названо кратер на Меркурії. Мор Йокаї широко відомий в Угорщині і за кордоном як кулінар, який збагатив угорську національну кухню своїми оригінальними рецептами. Майже у всіх угорських ресторанах можна знайти страви, приготовані за його рецептами, наприклад, квасолевий суп йока тощо.